# Муллакаєва Нурія Камалетдинівна
Нурія Камалетдинівна Муллакаєва (башк. Муллаҡаева Нурия Камалетдин ҡыҙы, 15 липня 1931, Сібай — 4 листопада 2000, Сібай) — флотатор Сібайської збагачувальної фабрики. Герой Соціалістичної Праці. Почесний громадянин міста Сібая.

## Біографія
Нурія Камалетдинівна Муллакаєва народилася 15 липня 1931 року в м. Сібаї Республіки Башкортостан.
Освіта — неповна середня.
Трудову діяльність розпочала у 1948 році пробщицею у відділі технічного контролю Башкирського мідно-сірчаного комбінату (БМСК), з 1951 року працювала продавцем у відділі робітничого постачання при БМСК. З 1954 року — пробщиця відділу технічного контролю, з 1961 року — флотатор Сібайської збагачувальної фабрики.
За період роботи флотатором Н. К. Муллакаєва досконало оволоділа процесом збагачення мідних і мідно-цинкових руд. З року в рік домагалася високих технологічних показників. За роки дев'ятої п'ятирічки (1971-1975) план з вилучення міді в мідний концентрат виконала на 101,1 відсотка, цинку в цинковий — на 100,5 відсотків. Якість мідного концентрату склала 103,3 відсотки до плану, цинкового — 100,2 відсотки. За рахунок підвищення вилучення металів в однойменні концентрати, збільшення переробки руди видала понад план міді 332 тони і цинку 750 тон на загальну суму 436,5 тисяч рублів. План дев'ятої п'ятирічки за видачу металів виконала за 4 роки і 8 місяців.
За видатні успіхи у виконанні прийнятих на дев'яту п'ятирічку соціалістичних зобов'язань по збільшенню якості та підвищенню продуктивності праці Указом Президії Верховної Ради СРСР від 10 березня 1976 р. Н. К. Муллакаєвій присвоєно звання Героя Соціалістичної Праці.
У 1968-1982 рр. працювала бригадиром на Сібайскій збагачувальній фабриці Башкирського мідно-сірчаного комбінату.
Почесний громадянин міста Сібай.
Депутат Верховної Ради Башкирської АРСР восьмого і дев'ятого скликань (1971-1980).
Муллакаєва Нурія Камалетдинівна померла 4 листопада 2000 року.

## Нагороди
- Герой Соціалістичної Праці (1949
- Нагороджена орденами Леніна (1976), Трудового Червоного Прапора (1971), медалями.